# 依頼人 (1977年のテレビドラマ)
『依頼人』（いらいにん）は、1977年10月29日の20:00 - 21:10、NHK総合の土曜ドラマ枠で放送されたテレビドラマ。主演は太地喜和子。松本清張原作。視聴率19.3％（ビデオリサーチ調べ、関東地区）。

## あらすじ
佐伯伊佐子は、妹の律子と共に美容室を経営していたが、愛人の会社会長が亡くなると共に相続問題が発生、土地を奪われることになる。顧問弁護士の沼田が現われるが、下心を持つ沼田は徐々に伊佐子を追い詰める。伊佐子は若手弁護士の河村に相談するが、弁護士界に立ちはだかる壁を前に河村は敗れ去り、伊佐子は絶望に堕ちる。

## キャスト
- 佐伯伊佐子 - 太地喜和子
- 沼田弁護士 - 小沢栄太郎
- 佐伯律子 - 二木てるみ
- 河村亮平 - 沖雅也
- 岩淵信之 - 福田豊土
- 今井弁護士 - 立岡晃
- 佐伯伊佐子の叔父 - 嵯峨善兵
- 佐伯伊佐子の叔母 - 川上夏代
- 若手弁護士 - 坂口芳貞
- 美代子 - 水原ゆう紀
- 設備屋 - 宮崎和命
- 設備屋 - 田村勝彦
- 執行官 - 小林勝也
- 執行官 - 神谷和夫
- 中山夫人 - 下川江那
- 秘書 - 井原幹夫
- 滋 - 佐藤晴通
- 一夫 - 飯塚正人
- 秘書 - 名高達男
- 佐伯伊佐子（少女期） - 横田智美
- 佐伯律子（少女期） - 菊地優子
- 花屋の主人 - 松本清張（クレジット表示なし）

## スタッフ
- 脚本 - 山内久
- 演出 - 高野喜世志
- 音楽 - 加古隆
- プロデューサー - 沼野芳脩（NHK）
- 美術 - 青柳敏郎
- 技術 - 杉村忠彦
- 効果 - 川崎清

## 原作
本ドラマは松本清張の未作品化腹案をもとに制作されたが、清張はのちにこの腹案を「折々のおぼえがき」の「ボス弁護士」の節に記した。内容としては、1972年2月7日清張宛てに来信した杉野由利子（仮名。以下人物も同様）の手紙がベースとなっている。
借地の立退きを地主から迫られた杉並区高円寺居住の杉野由利子は、東京弁護士会の大物江藤円次郎に紛争の調停依頼をなす。杉野由利子は江藤弁護士を代理人として地主の訴訟を受けて立ったところ、訴訟中に江藤から「報酬金はタダにしてあげるから、訴訟物件を売りなさい、好条件です」との申込みがあり、杉野由利子は「訴訟中に『訴訟物件を売れ』などとはあまりに依頼主に対して非常識かつ不謹慎な弁護士」と、その申込みを拒絶する。
その後、この訴訟は和解が成立するが、地主から支払われた四百二十万円は江藤が杉野由利子に相談なく金額をとりきめて取り上げた上に、杉野由利子の財産の一部を仮押さえまで行い、しかも報酬金は最初の話の二倍に近い六百三十万円になっており、吃驚した杉野由利子は江藤の所属弁護士会に、報酬金の紛議調停の申立を行う。
けれども江藤は調停委員会に欠席し「保管中の四百二十万円は報酬金の一部として相殺するから残金二百十万円を至急に支払いなさい」という内容証明を郵送、そこで杉野由利子は、村山弁護士に新たに依頼して調停中止の訴訟を起す。その後江藤より裁判所へ提出された書面は、事実に反した嘘で固めたものであり、ある一節には、村山に対し「女に泣きつかれてやっている気持は分らないでもないが、もうこの辺で立派な青年弁護士に立ち帰れ」とあり、村山は「毎晩江藤弁護士にどなられた夢を見てうなされ、安眠ができません」などと話し、杉野由利子に和解をすすめる。
村山弁護士が辞任したので、杉野由利子は大崎達雄弁護士にあらためて委任、大崎は江藤に対する懲戒の申立を懲戒委員会にするが、懲戒委員から杉野由利子に対して「このような下手な訴訟をしていたのでは、勝てるものでも敗訴になる。あなたが十万円か二十万円の準備があれば、別の弁護士を紹介してあげる」との話があり、杉野由利子は愕くが、大崎を信じてこの申出を断る。
すると懲戒委員会から間もなく「江藤円次郎弁護士は懲戒に該当せず」という内容の議決書が送られ、江藤は東京地検に杉野由利子に対する名誉毀損の告訴を起す。東京地検は不起訴としたものの、杉野由利子は「懲戒委員会とは、『弁護士の斡旋所』でしょうか。この悪徳弁護士の江藤円次郎氏をどのようにしたら懲らしめることができるでしょうか。よい方法があれば教えてください」と訴えて、手紙は終わる。
清張は「東京弁護士会で組織されている懲戒委員会は、その性格上どうしても「身内」の弁護士サイドに立つ。その後聞くところによると、江藤弁護士は懲戒委員会にかけられることもなく、杉野由利子さんに報酬金を何割か減額しただけであった」「江藤円次郎は社会党右派の元代議士で当選四回、議員時代には「猛者」として鳴らした。東京弁護士会では隠然たるボス的存在であるらしい。この七十歳のボスの恫喝の前に、若い村山弁護士が恐怖して杉野由利子さんからの弁護士から降りたようである」「恫喝と懐柔を交える老獪なボス弁護士の手口に、弱い青年弁護士はあえなく挫折したのだった」などと付記している。